# Monção (Maranhão)
Monção is een gemeente in de Braziliaanse deelstaat Maranhão. De gemeente telt 28.602 inwoners (schatting 2009).
De gemeente grenst aan Zé Doca en Bom Jardim.